# Franciszek Foltyn
Franciszek Foltyn (ur. 21 września 1891 w Kończycach Wielkich, zm. 20 czerwca 1945 w Murnau) – kapitan rezerwy piechoty Wojska Polskiego, nauczyciel.

## Życiorys
Brat Jana. W 1912 roku ukończył Seminarium Nauczycielskie w Bobrku. W czasie I wojny światowej był oficerem w wojsku austro-węgierskim. Wzięty do niewoli rosyjskiej i zesłany na Sybir, zdołał stamtąd uciec. W ciągu dwóch lat pieszo przeszedł dwa tysiące kilometrów, docierając wreszcie do Polski.
Brał udział w wojnie polsko-bolszewickiej. W 1922 został zweryfikowany w stopniu kapitana ze starszeństwem z dniem 1 czerwca 1919, w korpusie oficerów rezerwowych piechoty. W 1934 pozostawał na ewidencji Powiatowej Komendy Uzupełnień w Bielsku i posiadał przydział mobilizacyjny do 4 pułku Strzelców Podhalańskich.
Był kierownikiem Szkoły Ćwiczeń przy Seminarium Nauczycielskim w Cieszynie i kierownikiem szkoły powszechnej w Cieszynie (obecnie Szkoła Podstawowa nr 1).
W czasie kampanii wrześniowej został wzięty do niemieckiej niewoli i osadzony w Oflagu VII A Murnau. Zmarł 20 czerwca 1945 w Murnau i został pochowany na tamtejszym cmentarzu.

## Ordery i odznaczenia
- Srebrny Krzyż Zasługi (9 września 1924)[2]